# Højt at flyve - en film om stunt
Højt at flyve - en film om stunt er en dansk dokumentarfilm fra 1988 med instruktion og manuskript af Lasse Spang Olsen.

## Handling
Dokumentarfilm om en stuntmands arbejdsområde og metoder.